# 阿奎诺
阿奎诺（義大利語：Aquino），是意大利拉齐奥大区弗罗西诺内省的一个市镇。总面积19.24平方公里，人口5359人，人口密度278.5人/平方公里（2009年）。ISTAT代码为060007。